# Симс, Кес
Кес Эдвард Смидс Симс (англ. Kees Edward Smids Sims; род. 27 марта 2003, Брекнелл, Юго-Восточная Англия) — новозеландский футболист, вратарь шведского ГАИС.

## Клубная карьера
В феврале 2021 года дебютировал в чемпионате Новой Зеландии в составе «Веллингтон Феникс Резервс» в матче против «Хамильтон Уондерерс». Симс вышел в стартовом составе и во втором тайме пропустил два мяча. Также в 2021 году выступал за «Уэстерн Сабербз» в новозеландской Центральной лиге.
В январе 2022 года перебрался в Швецию, где присоединился к «Юнгшиле», выступающему в первом дивизионе. Впервые в футболке нового клуба вышел на поле 15 апреля 2022 года в игре с «Торном», заменив в середине второго тайма получившего травму Оливера Бергмана. В сентябре того же года подписал с командой новый контракт, рассчитанный на три года. В январе 2023 года находился на просмотре в английском «Лестер Сити».
31 января 2024 года стал игроком ГАИС, по итогам предыдущего сезона вышедшего в Алльсвенскан.

## Карьера в сборной
В мае 2023 года составе молодёжной сборной Новой Зеландии принимал участие в чемпионате мира, проходившем в Аргентине. Симс принял участие в трёх играх группового этапа с Гватемалой (1:0), Узбекистаном (2:2) и Аргентиной (0:5) и поединке 1/8 финала против США (0:4).